# Les Évens
Pour les articles homonymes, voir Evens.
Les Évens (parfois nommés île des Évens) sont un récif situé à la sortie de la baie du Pouliguen, en France, à peu près à 3 km au sud-est de la pointe de Penchâteau au Pouliguen, 3,5 km au sud-ouest de la pointe du Bec à Pornichet, et 4 km au sud du fond de la plage de La Baule, commune sur le territoire de laquelle il se situe.

## Description
Le récif est situé sur la commune de La Baule-Escoublac. Peu élevé au-dessus des eaux à marée haute, il possède une plage de sable qui prend la forme grossière d'un triangle. 

## Histoire
L’île s’est d’abord nommée le Levain.
À la fin des années 1920, un café y est exploité durant la saison balnéaire. Il est ensuite loué par la commune du Pouliguen pour y établir un dépôt d’essence, ravitaillant des hydravions et des appareils de manutention.
Entre 1960 et 1975, un chalutier aménagé en refuge-bar est utilisé par le club de hors-bord de La Baule.